# Programa Renovar
O Programa Renovar (Programa de Aumento da Produtividade da Frota Rodoviária) é um programa do governo brasileiro para estimular a retirada de circulação de veículos pesados como caminhões, implementos rodoviários, ônibus, micro-ônibus, vans e furgões que não atendam aos parâmetros técnicos de rodagem ou que tenham mais de 30 anos de fabricação. O Programa Renovar está alinhado aos preceitos do Programa de Incentivo ao Transporte Rodoviário de Cargas, o “Gigantes do Asfalto”, outra iniciativa do governo lançada em maio de 2021.
Segundo a Secretaria Nacional de Trânsito, há 3,5 milhões de caminhões em circulação no Brasil, desse total, cerca de 26% dos veículos têm mais de 30 anos de fabricação, considerada a idade em que o veículo já atingiu o fim de sua vida útil.

## Legislação
Os princípios do Programa Renovar estão presentes na Lei nº 14.440/2022, é originária da Medida Provisória nº 1.112/2022.
O novo Decreto nº 11.276/2022, publicado em 9 de dezembro de 2022 no Diário Oficial da União, foi assinado pelo então presidente Jair Bolsonaro e pelos ministros da Economia, Paulo Guedes; da Infraestrutura, Marcelo Sampaio Cunha Filho; e do Meio Ambiente, Joaquim Leite.

## Implementação
O programa será implantado em etapas sob a coordenação da Agência Brasileira de Desenvolvimento Industrial (ABDI), primeiro com a recompra do veículo ser sucateado e o proprietário receberá o valor de mercado pelo veículo através dos recursos das empresas contratadas para exploração e produção de petróleo e gás natural. 
A prioridade dos benefícios previstos será para autônomos que transportam cargas e associados das cooperativas de transporte de carga, sendo a adesão ao programa voluntária, os interessados em participar devem comprovar a baixa definitiva do registro do bem elegível e de seu desmonte ou destruição, como sucata.

## Renovação de veículos de passeio
Em abril de 2023, o então ministro da Fazenda, Fernando Haddad, se reuniu com o vice-presidente, Geraldo Alckmin para discutir a extensão do programa à veículos de passeio.